# 佐野みなみ
佐野 みなみ（さの みなみ、1983年11月3日 - ）は、日本のアートディレクター、グラフィックデザイナーである。
東京理科大学を卒業後、同大学院を中退。デザイン業界に転身し、現在はデザイン事務所Sano Minami Design Office (SMDO) の代表を務めている。彼女は、VI（ビジュアルアイデンティティ）の策定、アートディレクション、グラフィックデザイン、写真撮影、WEBデザイン、イラスト、パッケージデザインなどの分野で活動している。2018年に作曲家・中曽根 慎乃介と結婚。中曽根はBiSHの「サラバかな」の作曲などを手がけ、ポニーキャニオンと業務委託契約を結んでいる。

## 生い立ちと教育
佐野みなみは1983年11月3日に静岡で生まれ育ち、女子御三家の一つである雙葉学園の姉妹校である静岡雙葉中学校・高等学校に進学。高校在学中は美術部の部長を務め、主に鉛筆画などを学んだ。卒業後、東京理科大学理学部化学科に進学。同大学の田所先生研究室 第一期生としてプロトン電子連動系錯体の創出（セミキノンラジカルを有する水素結合型錯体の合成）というテーマで研究をしていた。卒業後、東京理科大学大学院理学研究科化学専攻に進学したが中退。その後、第一種特待生としてバンタンデザイン研究所グラフィックデザイン学科に入学した。
また、東京理科大学時代は家庭教師のアルバイトや、市進学院で試験監督の傍ら、表参道のカフェバーcafé Ratia(今は閉業）では5年ほどホール兼ドリンクスタッフとしてアルバイト勤務。アルバイトリーダーを務めた。
バンタンデザイン研究所時代はフリーランスのフォトグラファーとしての活動の傍ら、ナイルの前身ヴォラーレ株式会社で創業期の2007年7月から2009年3月までフォトグラファー、グラフィックデザイナーのアルバイトとして勤務した。
また、2008年にはWELLA TRENDVISION ヘアーショーに美容室Coiffure S AVEDAのヘアーモデルとして出場。

## 家族・親族
1983年11月3日に静岡で生まれ典型的な理系一家で育った。
父方の祖父は早稲田大学理工学部建築科卒業（昭和初期に13才で中学受験をし、早稲田附属の工業専門学校から早稲田大学に入学。その後学徒出陣で幹部候補生として訓練を受け国内で敗戦を迎えた後に復学して卒業。）父は日本大学工学部建築科中退（父親が在学中急逝のため）。その後 郵政大学校高等部第二科と第一科を卒業。
弟は東京大学理科Ⅱ類入学後　東京大学薬学部 卒業。その後東京大学大学院薬学系研究科修士課程 薬科学専攻 修了。
母は静岡県立総合病院の正看護師として勤務していた。
母方の祖父はアコーディオン奏者で絵画を趣味としていた。

### 飼い猫
・スコティッシュフォールド(雄) nomi
・ミヌエット(雌) muu
-ねこ自慢出演(2024年5月1日放送分）

## キャリア

### 初期のキャリア
大学院中退後、バンタンデザイン研究所に第一種特待生として入学。C.T.T.P（現 信藤三雄事務所）でインターンを経験後、2009年4月より2010年4月まで合同会社OPERA（現 株式会社ヴィーナス・スプリング）に在籍し、グラフィックデザイナーとして勤務。2010年4月より独立し、Sano Minami Design Office（SMDO）を設立した。
2016年 に一時期ワタナベエンターテインメント 文化人タレント アートディレクター／フォトグラファーとして紹介されたことがある。（ワタナベエンターテインメントとは未契約ではあるが、この際にフォトグラファーとしてauひかり web&新聞5段広告 グラフィックの撮影で林修氏を撮影している）

### デザイン活動
都内を拠点に、20数名で構成されているデザイン事務所にて、アートディレクション、グラフィックデザイン、フォト、WEBデザイン、イラスト、パッケージデザイン、ブースグラフィック、その他ブランディング等、幅広いサービスを提供している。2020年バレンタインデー以降、チョコレートブランドGODIVAの焼き菓子のパッケージデザインを手がけている。

## 主な仕事

### プロジェクト
- GODIVA - 焼き菓子パッケージ（アートディレクション、デザイン、イラスト）
- コーセーコスメポート- KIRAGE[2] キービジュアル、web、パッケージ、pop（アートディレクション、デザイン、撮影 ）BLEND BERRYキャンペーンサイト（アートディレクション、デザイン）
- Dr.ルルルン株式会社-「ルルルンピュア エブリーズ」アテンションシール、帯（アートディレクション、デザイン）/「ルルルン オーラブライトマスク W」キービジュアル（アートディレクション、デザイン）
- 富士フイルム - アスタリフト D-UVシールド トーンアップ[3] キービジュアル、web、pop（アートディレクション、デザイン、撮影、作曲）
- 株式会社おいしいプラス - The Petal[4] キービジュアル、web、パッケージ、ロゴ、pop（アートディレクション、デザイン、撮影、イラスト、作曲）
- ベレガ株式会社 - セルキュア[5]４T PLUS・セルキュア４T++　キービジュアル、web (アートディレクション、デザイン、撮影)
- 株式会社マンダム- Levätä(レバタ)[6] キービジュアル（アートディレクション、デザイン）
- JO - あんこと[7]　パッケージ、ロゴ(アートディレクション、デザイン)
- 真木よう子オフィシャルWEBサイト[8] web（アートディレクション、デザイン、撮影提案）
- 株式会社USEN - DEAR BUTTER SAND[9]「幸せの焦がしバターサンド」パッケージ、ロゴ（アートディレクション、デザイン）
- PlayStation -  SNS用クリエイティブ（アートディレクション、デザイン、撮影、イラスト、作曲）
- オーディオテクニカ -「SR_Sound Reality」キービジュアル、web（アートディレクション、デザイン、撮影、作曲）/「SQ_Color of Life」ムービー（アートディレクション、デザイン、撮影、作曲）/「CKS_SOLID BASS」ムービー（アートディレクション、デザイン）
- JVC ケンウッド- XX シリーズ広告 キービジュアル、web（アートディレクション、デザイン、撮影、作曲）
- リクルート - 「Follow Your Heart & Music[10]」プロジェクト　キービジュアル、web、ロゴ（アートディレクション、デザイン、撮影、作曲）
- 日本テレビ-「ノンレムの窓」キービジュアル（アートディレクション、ロゴ、イラスト）
- ≠ME - 3周年街頭広告（デザイン）
- 東京理科大学- 創業150周年記念事業ロゴマーク[11]（アートディレクション、デザイン）
- au - auひかりweb&新聞5段広告 （林修氏撮影）
- DESCENTE - FY22 キービジュアル、大型広告（アートディレクション、デザイン）
- 日本経済新聞社 - 日経メッセ 2025、2024  キービジュアル、キャッチコピー　（アートディレクション、デザイン）
- 講談社 - IMPACT men 01 ATSUTO UCHIDA（エディトリアルデザイン）
- BETONES - ボクサーパンツ（グラフィックデザイン）
- CARAMELIFE[12] キービジュアル、web、パッケージ、pop（アートディレクション、デザイン、撮影）
- マッシュグループ - BIOPLE JOURNAL（biople by Cosme kitchen）、フリーペーパー（アートディレクション、デザイン）
- YKK株式会社 - グローバル向けプロモーションムービー（クリエイティブディレクション、アートディレクション、デザイン）
- DMM TV - 「ケンシロウによろしく」人体図（イラスト）
- 株式会社リトルユニバース - Little Universe OKINAWA ロゴ（アートディレクション、デザイン）
- 株式会社ユナイテッドアローズ - CITEN ピールオフ広告、ステッカー、チケット（アートディレクション、デザイン）
- ロート製薬株式会社 - ケアセラ　キービジュアル（アートディレクション、デザイン、撮影）
- 株式会社TBSテレビ、Paravi - 「-50kgのシンデレラ」 キービジュアル（アートディレクション、デザイン）
- 株式会社テレビ東京 - 原作秋元康「よだれもん家族」ロゴ（アートディレクション、デザイン）
- STU48 - 高校生バンド募集企画「SETOROCK」キービジュアル（アートディレクション、デザイン）
- 葉山拓亮 - CDアルバムジャケット、ブックレット（アートディレクション、デザイン）
- DIESEL - 「THE (RE)COLLECTION」ステッカー（デザイン）
- ふくれなプロデュース『CipiCipi』 - 商品イメージカット撮影（アートディレクション、コーディネート）
- 独立行政法人中小企業基盤整備機構 -「NIPPON QUALITY inギフト・ショー秋2016～2019」キービジュアル、web、ロゴ、ムービー、カタログ、ブースグラフィック（アートディレクション、デザイン、作曲）、「海外出展ハンドブック」　書籍（アートディレクション、デザイン）
- BOSE - 「BOSE SOUNDBAR700」、「BOSE SOUNDBAR500」リーフレット（アートディレクション）
- 環境省 - パンフレット「第三次循環型社会形成推進基本計画の進捗状況の第３回点検結果の概要」（アートディレクション、デザイン）
- 東邦大学 - 東邦大学理学部生命圏環境科学科の2023年度（2024年度入学者用）学科パンフレット（アートディレクション、デザイン、撮影）
- 焼肉ふたご - 日本/海外メニュー、各種POP（デザイン、アートディレクション）アパレルブランド「FREAK‘S STORE」とのコラボ撮影（フォトディレクション）「YAKINIKU FUTAGO 37 West 17th St.」（リーフレット、インビテーション、オーナーズカード、エントランスサイン、アートディレクション、Web）
- GREEN BROTHERS - メニュー、タブロイド、ポスター（アートディレクション、グラフィックデザイン）
- ビオールオーガニクス株式会社 - 「オーガニックで美白する」Travis Japan篇[13]（キービジュアル、撮影ディレクション、OOH、POPアートディレクション、グラフィックデザイン）
- フロムアイズ株式会社 - BELTÀ(ベルタ)[14] リブランディング　キービジュアル、web（アートディレクション、デザイン、撮影）
- 株式会社クラブコスメチックス - DAISY DOLL by MARY QUANT  商品イメージカット撮影 （アートディレクション、撮影）
- ロハス製薬 - ALFACE 美容商品撮影（アートディレクション、撮影）

### インタビュー・対談掲載ほか
- 東京理科大学「理大人」[15]
- 「GRAND MARQUEE」ゲスト出演[16]
- 学生新聞[17]
- 創業手帳[18]
- WEBマガジン「@DIME」[19]
- BS-TBS「ねこ自慢」出演[20]
- ADFウェブマガジン[21]
- IDM バトン[22]

### 事例掲載
- 『MdNデザイナーズファイル2023』（2023年、エムディエヌコーポレーション）- GODIVA、SLOTH、CipiCipi、ノンレムの窓、真木よう子WEBサイト、ailéFanM、CARAMELIFE、DESCENTE（最前線で活躍するトップクリエイター＆次世代デザイナー255人の1人として掲載）
- 『MdNデザイナーズファイル2024』（2024年、エムディエヌコーポレーション）- GODIVA、DEAR BUTTER SAND、PlayStation、KIRAGE（第一線で活躍するトップクリエイター＆次世代デザイナー257人の1人として掲載）
- 『MdNデザイナーズファイル2025』（2025年、エムディエヌコーポレーション）- GODIVA、OYAMATSU DESIGN STUDIO、hiritsu、DAISY DOLL by MARY QUANT、CITEN（最先端を切り拓くトップクリエイター＆新時代のデザイナー256人の1人として掲載）
- 『BEST of PACKAGING in Japan パッケージデザイン総覧31』（2014年、クリエイト日報）- 「HAKOYA」フルーツトマトパッケージ
- 『BEST of PACKAGING in Japan パッケージデザイン総覧32』（2015年、クリエイト日報）- 「STeVeN TACH」ギフトボックスロング、「蟲ふるう夜に」ミニアルバム『わたしが愛すべきわたしへ』
- 『BEST of PACKAGING in Japan パッケージデザイン総覧33』（2016年、クリエイト日報）- 「蟲ふるう夜に」CDアルバム『蟲の音』、「DREAM FUTURE」ハンドタオル
- 『BEST of PACKAGING in Japan パッケージデザイン総覧34』（2017年、クリエイト日報）- 「蟲ふるう夜に」ミニCDアルバム『スターシーカー』、「DREAM FUTURE」ハンドタオル4枚セット、「グンゼ株式会社」Relaxyルームウェア
- 『BEST of PACKAGING in Japan パッケージデザイン総覧35』（2018年、クリエイト日報）- Wedding Invitation、koll「2018 autumn & winter collection タブロイド」、株式会社FTG Company「YAKINIKU FUTAGO 37 West 17th St Invitation」
- 『BEST of PACKAGING in Japan パッケージデザイン総覧37』（2020年、クリエイト日報）- GODIVA「サブレショコラ カカオ％アソートメント」「サブレショコラ」
- 『集客力をアップ! 展示会・イベント・ポップアップショップのグラフィックと空間のデザイン』（2019年、パイ インターナショナル）- NIPPON QUALITYブース
- 『ストーリーで心を動かすブランディング戦略とデザイン』（2025年、パイ インターナショナル）- 『あんこと』
- 『JAPAN Creators』（2022年、ボーンデジタル）- GODIVA、CARAMELIFE、オーディオテクニカ、Follow Your Heart Music by RECRUIT、ailéFanM
- 『marie claire INDONESIA』（2014年、MPG-Media-Publishing）- 「STeVeN TACH」
- 『EventBiz』vol.22（2021年、ピーオーピー出版企画室）- NIPPON QUALITYブース
- 『静岡新聞』平成13年6月22日 朝刊 - 静岡県高校文化祭展示部門 作品展出品の様子

## ビジネスウーマンとしての活動
佐野みなみは、フリーランス集団によるデザインチーム「Sano Minami Design Office(SMDO)」の代表として、コロナ禍以前からSlackによるチャットと動画収録による作業指示を行い、現在も離島や海外在住のスタッフも含む20〜50代の人材が多様な働き方を実践している。

### デザインに対するアプローチ
佐野みなみはデザインを「分析&整理」とし、最適な形へと整える行為だと捉えている。クライアントの要望を読み解き、構造を整理し、傾向を分析した上で、時代性やユーザビリティを考慮しつつ、限られた制約の中で最適と判断できる「バランス」を模索することを大切にしている。アートディレクターとしての個性は、その「判断」や「バランス感」ににじむものの、主役は常にユーザーや商品、ブランド、クライアントであるべきだと考えている。デザインと聞くと、一見華やかに見えるかもしれないが、実際には分析・考察・試行を繰り返す地道で理論的な営みだと感じている。
この思考は、かつて化学研究で仮説を立て、検証を重ねた経験が、デザインにおいても「最適解を追求する姿勢」として生きている。

## 受賞歴
- 2020年　Sky Design Awards 2020  shortlist(入選) Categories　: VISUAL DESIGN DIVISION: GRAPHIC DESIGN（Project Name: Pacage 2020 Valentine's day sable chocolate for GODIVA）
- 2006年 第10回総合写真展 一般写真部門 テラウチマサト審査員奨励賞受賞 作品名「西の果て」
- 2000年　第24回静岡県高等学校総合文化祭（美術・工芸部門）/ 第48回　静岡県高等学校美術・工芸展、静岡県高等学校美術・工芸教育研究会 優良賞
- 2000年　第16回　中部高校美術・工芸展　特選
- 1999年　第15回中部高校美術・工芸展　入選